# Ormocarpopsis aspera
Ormocarpopsis aspera är en ärtväxtart som beskrevs av René Viguier. Ormocarpopsis aspera ingår i släktet Ormocarpopsis och familjen ärtväxter. IUCN kategoriserar arten globalt som nära hotad. Inga underarter finns listade i Catalogue of Life.